# Elena (mitologia)
Elena (in greco antico: Ἑλένη?, conosciuta anche come Elena di Troia o Elena di Sparta, per le città a cui è associata) è una figura della mitologia greca assurta, nell'immaginario europeo, a icona dell'eterno femminino. Proprio questa sua caratteristica archetipica fa sì che, nell'immensa letteratura nata attorno alla sua figura, soprattutto quella di stampo femminista, Elena venga raramente considerata responsabile dei danni e lutti provocati dalle contese nate per appropriarsi della sua bellezza.
Secondo alcune versioni del mito, la madre di Elena, Leda, era moglie di Tindaro, re di Sparta. Leda partorì quattro bambini, di cui due, Polluce ed Elena, sarebbero stati figli di Zeus, che si era congiunto a Leda sotto forma di cigno, mentre negli altri due nati, Castore e Clitennestra, consisterebbe il frutto dell'unione con Tindaro.
Un'altra versione sulla sua nascita racconta invece che venne al mondo uscendo da un uovo, frutto dell'unione tra la dea Nemesi e Zeus, il quale la inseguì per quasi tutto il globo per ottenerla, sotto forma di diversi animali.

## Giovinezza

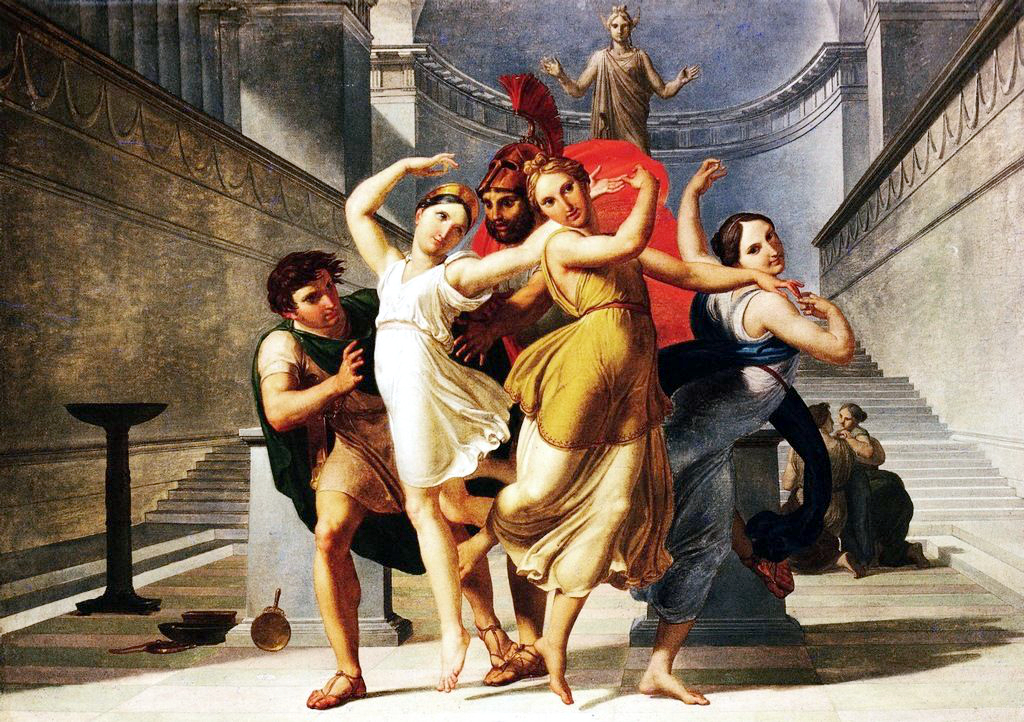
Teseo e Piritoo rapiscono Elena, Pelagio Palagi, 1814

Elena fu allevata in casa di Tindaro e ancora giovinetta fu al centro di numerosi miti di seduzione: Teseo la rapì che era ancora fanciulla. Elena infatti era ritenuta la donna più bella del mondo, e poiché i pretendenti erano numerosi, Tindaro, sotto consiglio di Ulisse, lasciò che ogni decisione fosse della ragazza, onde evitare che una sua interferenza potesse causare una guerra. La scelta cadde su Menelao, principe di Micene, che sposandola divenne re di Sparta. Dalla loro unione nacque Ermione. La sorella Clitennestra sposò invece Agamennone, fratello di Menelao.

## I pretendenti e il «giuramento di Tindaro»
(Commento di Elena. Euripide, Elena, versi 502-505.)
Quando fu in età da marito tutti i capi Greci pretesero la sua mano. Siccome la loro rivalità rischiava di generare un conflitto, su suggerimento di Ulisse, Tindaro sacrificò un cavallo sulla cui pelle fece salire i pretendenti per farli giurare che, chiunque fosse stato il fortunato sposo, tutti avrebbero dovuto accorrere in suo aiuto nel caso qualcuno avesse tentato di rapirgli la sposa.
| Apollodoro (Bib., III, 10, 8) | Esiodo (Cat., frg. 68) | Gaio Giulio Igino (Fab., LXXXI, XCVII) |
| ----------------------------- | ---------------------- | -------------------------------------- |
| Agapenore                     |                        | Agapenore                              |
| Aiace Oileo                   |                        | Aiace Oileo                            |
| Aiace Telamonio               | Aiace Telamonio        | Aiace Telamonio                        |
|                               | Alcmeone               |                                        |
| Anfiloco                      | Anfiloco               |                                        |
| Anfimaco                      |                        | Anfimaco                               |
|                               |                        | Anceo                                  |
| Antiloco                      |                        | Antiloco                               |
| Ascalafo                      |                        | Ascalafo                               |
|                               |                        | Blaniro                                |
|                               |                        | Clizio figlio di Eurito                |
| Diomede                       |                        | Diomede                                |
| Elefenore                     | Elefenore              | Elefenore                              |
| Epistrofo figlio di Ifito     |                        |                                        |
| Eumelo di Fere                |                        | Eumelo di Fere                         |
| Euripilo                      |                        | Euripilo                               |
|                               |                        | Femio                                  |
|                               |                        | Fidippo                                |
| Filottete                     | Filottete              | Filottete                              |
| Ialmeno                       |                        |                                        |
|                               | Idomeneo               | Idomeneo                               |
| Leito                         |                        |                                        |
| Leonteo                       |                        | Leonteo                                |
|                               | Licomede               |                                        |
| Macaone                       |                        | Macaone                                |
| Megete                        |                        | Megete                                 |
| Menelao                       | Menelao                | Menelao                                |
| Menesteo                      | Menesteo               | Menesteo                               |
|                               |                        | Merione                                |
|                               |                        | Nireo                                  |
| Patroclo                      |                        | Patroclo                               |
| Peneleo                       |                        | Peneleo                                |
| Podalirio                     |                        | Podalirio                              |
| Polipete                      |                        | Polipete                               |
| Polisseno                     |                        | Polisseno                              |
| Protesilao                    | Protesilao             | Protesilao                             |
| Schedio                       |                        |                                        |
| Stenelo                       |                        | Stenelo                                |
| Talfio                        |                        | Talfio                                 |
| Teucro                        |                        |                                        |
|                               |                        | Tlepolemo                              |
|                               |                        | Toante                                 |
| Ulisse                        | Ulisse                 | Ulisse                                 |

Quando era ormai moglie di Menelao Elena venne rapita dal principe troiano Paride e il patto di solidarietà stipulato tra i pretendenti alla sua mano spinse gli stessi, con a capo Agamennone, a dichiarare guerra a Troia.

## Elena durante la guerra di Troia
Per vendicare il rapimento di Elena da parte del principe troiano Paride (al quale Afrodite aveva promesso la più bella delle donne) Menelao e suo fratello Agamennone organizzarono una spedizione contro Troia chiedendo aiuto a tutti i partecipanti al patto di Tindaro.
Nell'Iliade Elena è un personaggio tragico, obbligata a essere la moglie di Paride dalla dea Afrodite. Nessuna colpa le può essere rinfacciata, data la sua incolpevole bellezza, anche se le si dà la colpa della guerra che insanguina Troia e se lei stessa si rimprovera continuamente di essere la causa di tanti mali, sebbene sia consapevole che, in definitiva, quanto accaduto è dovuto al Fato. Non è una donna felice, disprezza Paride ed è invisa a molti troiani: solo Priamo ed Ettore si mostrano gentili con lei, e in occasione della morte di quest'ultimo, Elena proverà un sincero dolore.
Alla morte di Paride, Elena è costretta a sposare il fratello Deifobo. I greci fanno irruzione nella camera da letto, trovando Deifobo addormentato e ubriaco. Le versioni a questo punto divergono: sia per quanto riguarda l'identità dell'uccisore di Deifobo (Menelao, Ulisse o entrambi), sia sul fatto che il troiano si fosse risvegliato o no.
Nel secondo libro dell'Eneide, durante l'incendio di Troia, Enea vede da lontano Elena ed è preso dall'impulso di ucciderla, ma ne viene dissuaso dalla madre Venere, che lo esorta a fuggire dalla città con i familiari.

### Fine di Elena
Controversa fu la sua fine.
Nell'Odissea Elena appare riconciliata con il marito e tornata a Sparta per regnarvi al suo fianco, anche se malvista dai sudditi. Si narra anche che Oreste avesse cercato di ucciderla.
Secondo altre versioni ebbe una fine misera. Altre ancora la divinizzano insieme ai fratelli Castore e Polluce.

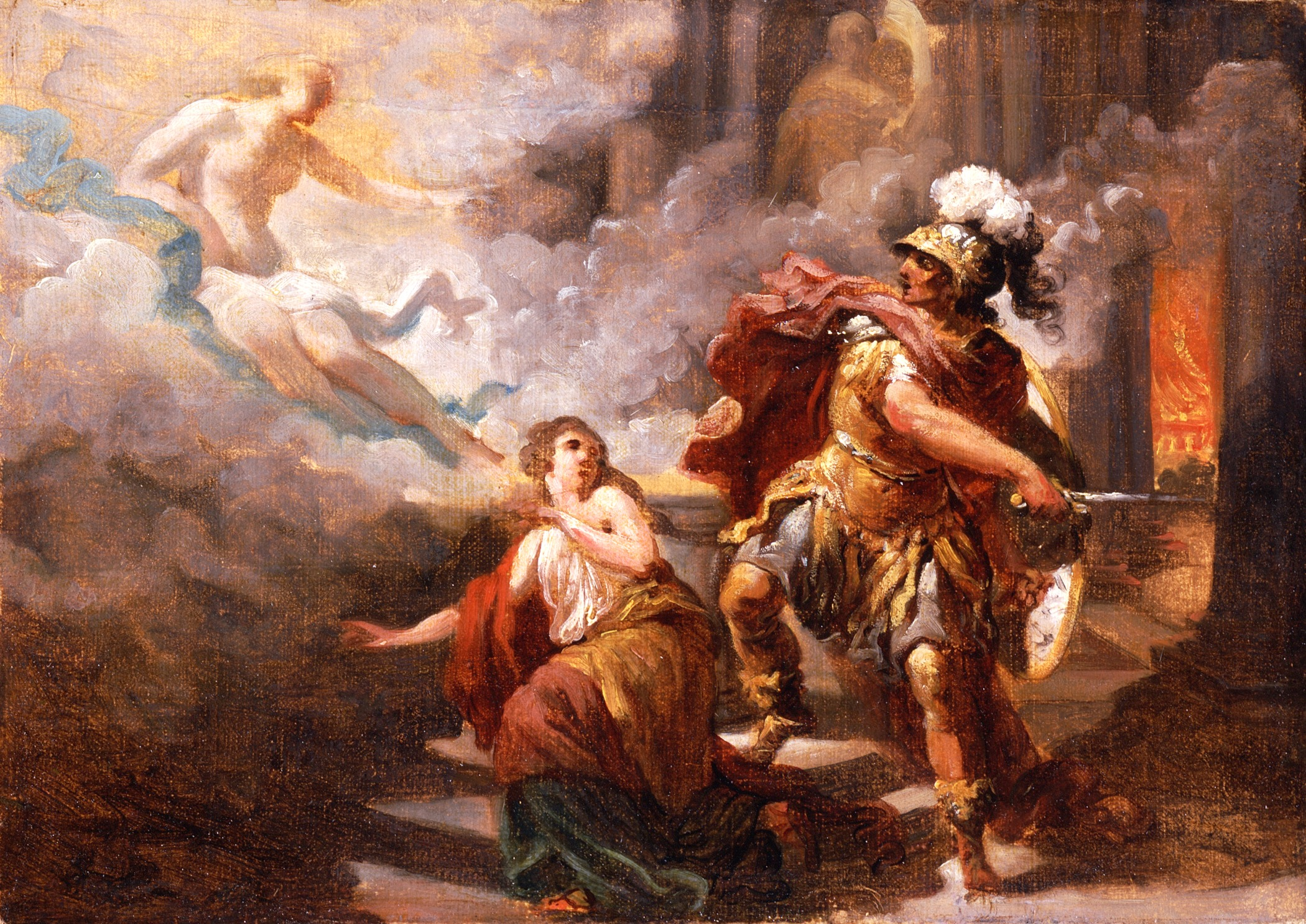
Venere salva Elena dalla furia di Enea, Jacques Sablet, 1779.

Un'altra versione vuole che, dopo la morte di Menelao, due figli naturali di costui cacciassero Elena e la costringessero a rifugiarsi presso Rodi, dove Polisso la fece impiccare per avere causato la morte di tanti eroi sotto le mura di Troia, fra cui suo marito Tlepolemo.
Il mito di Elena è descritto nell'Iliade e nell'Odissea, ma molti poeti successivi a Omero modificarono il personaggio e la sua mitologia. Alcune leggende la indicano figlia di Nemesi, la dea della vendetta e della giustizia. Euripide, nella tragicommedia Elena, segue quel filone mitico secondo cui Elena non fu mai rapita da Paride né visse a Troia né fu ripresa da Menelao, ma sempre visse nascosta in Egitto, costretta da Era che mise al posto suo, a Sparta, un'immagine d'aria, un simulacro vivente, per ingannare Paride e vendicarsi di non essere stata scelta al posto di Afrodite. Così sono esistite due Elena, una in Egitto e una a Troia.
Inoltre, secondo altri miti, le anime di Elena e Achille, dopo la morte e la discesa nel Tartaro, furono assunte nell'Isola dei Beati (o Campi Elisi) per i loro meriti, e lì ebbero un figlio, Euforione. Secondo una variante del mito, fu Elena, divenuta dea dopo la morte, a discendere negli Inferi attratta dall'ombra di Achille per giacere con lui generando il semi-dio Euforione. I personaggi di Elena ed Euforione, seppure con molte varianti, sono ripresi da Goethe nel suo Faust.

## Omonime

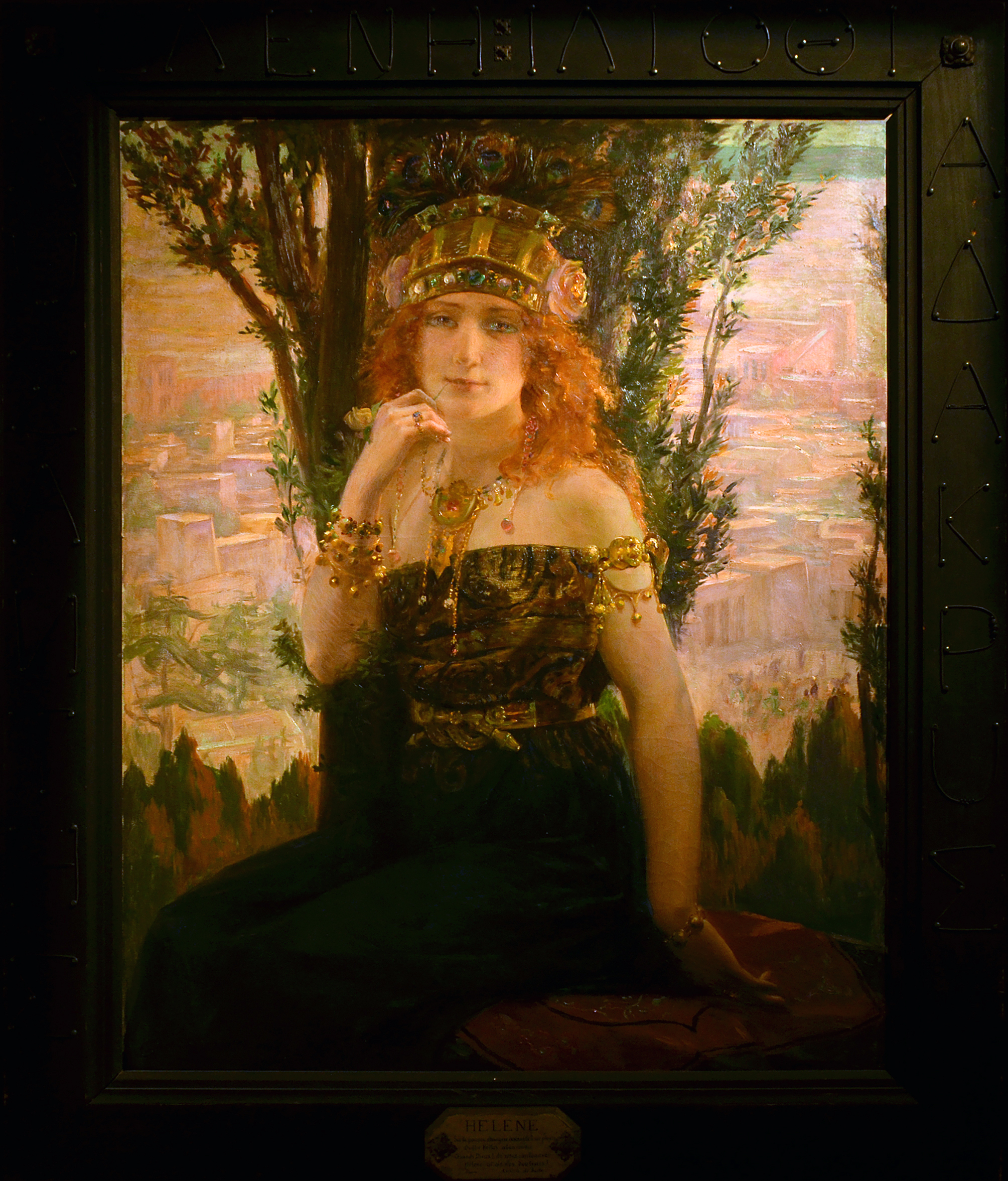
Elena di Troia di Gaston Bussière, 1895.

Una seconda Elena è citata in poemi posteriori come figlia di Egisto e Clitennestra. Era sorella di Alete ed Erigone e fu uccisa da Oreste che la scovò nella reggia di Micene dopo avere vagato alla ricerca dei sostenitori di Egisto e la madre, che uccise accecato dalla vendetta.
Esiste anche una terza Elena: figlia di Elena di Troia e di Paride, venne uccisa ancora bambina dalla nonna paterna, Ecuba, che si accese d'ira alla caduta di Troia per la morte dei suoi abitanti e decise di uccidere la figlia della donna che aveva causato la guerra.

## Discendenza
Elena diede a Menelao una figlia, Ermione. A seconda delle fonti, potrebbe avergli dato anche uno o più figli, chiamati Nicostrato, Eziola, Megapente e Plistene, che secondo altri erano figli di Menelao da diverse concubine.
A Paride, Elena diede tre figli, Bugono, Agano e Ideo, e una figlia, anche lei chiamata Elena, che venne uccisa dalla nonna paterna Ecuba al momento della caduta di Troia: folle di dolore, la donna si vendicò sulla bambina per le colpe della madre.

## Nella cultura successiva
A Elena è intitolata la Helen Planitia su Venere.
Film:
- Elena di Troia;
- Helen of Troy - Il destino di un amore;
- Troy;
- Elena sì... ma di Troia (parodia).